# Tabernaemontana coriacea
Tabernaemontana coriacea är en oleanderväxtart som beskrevs av Heinrich Friedrich Link, Johann Jakob Roemer och Schult.. Tabernaemontana coriacea ingår i släktet Tabernaemontana och familjen oleanderväxter. Inga underarter finns listade i Catalogue of Life.